# Вепуаветемсаф
Вепуаветемсаф — давньоєгипетський фараон з Абідосської династії. Разом з тим, дехто з єгиптологів вважає його представником пізньої XIII династії, а дехто — представником XVI династії.